# Vrouwbuurtstermolen
Vrouwbuurtstermolen (en frison : Froubuorstermûne ou Buerstermûne, en bildts : De Froubuurtstermoln) est un hameau situé dans les communes néerlandaises de Leeuwarden et Waadhoeke, dans la province de Frise.

## Géographie
Le hameau est situé près de la ville de Stiens, entre Feinsum et Sint-Annaparochie.

## Histoire
Vrouwbuurtstermolen fait partie des communes de Het Bildt et Leeuwarderadeel avant le 1er janvier 2018, où elles sont supprimées, la première fusionnée au sein de la nouvelle commune de Waadhoeke et la seconde rattachée à Leeuwarden.